# Poliedru Kepler–Poinsot
În geometrie, un poliedru Kepler–Poinsot este unul dintre cele patru poliedre stelate regulate.
Ele pot fi obținute prin stelarea dodecaedrului și icosaedrului regulate, și diferă de acestea prin faptul că au fețele sau figurile vârfurilor în formă de pentagramă. Toate pot fi văzute ca analoage tridimensionale ai pentagramei într-un fel sau altul.

## Caracteristici

### Neconvexitate
Aceste poliedre au fețele sau figurile vârfurilor în formă de pentagramă (pentagon stelat). Micul dodecaedru stelat și marele dodecaedru stelat au fețele în formă de pentagramă. iar marele dodecaedru și marele icosaedru au figurile vârfurilor în formă de pentagramă.
În toate cazurile, două fețe se pot intersecta de-a lungul unei linii care nu este o muchie a ambelor fețe, astfel încât o parte a fiecărei fețe trece prin interiorul corpului. Astfel de linii de intersecție nu fac parte din structura poliedrică și sunt uneori numite muchii false. De asemenea, acolo unde trei astfel de linii se intersectează într-un punct care nu este un colț al vreunei fețe, aceste puncte sunt vârfuri false. Imaginile din secțiunea Vârfuri și muchii comune au mici sfere în vârfurile adevărate și linii albastre de-a lungul muchiilor adevărate.
De exemplu, micul dodecaedru stelat are 12 fețe pentagramice cu partea centrală pentagonală ascunsă în interiorul corpului. Părțile vizibile ale fiecărei fețe cuprind cinci triunghiuri isoscele care se ating în cinci puncte în jurul pentagonului. S-ar putea trata aceste triunghiuri ca 60 de fețe separate pentru a obține un nou poliedru neregulat care arată identic în exterior. Fiecare muchie ar fi acum împărțită în trei muchii mai scurte (de două feluri diferite), iar cele 20 de vârfuri false ar deveni adevărate, astfel încât să avem un total de 32 de vârfuri (din nou de două feluri). Pentagoanele interioare ascunse nu ar mai face parte din suprafața poliedrică și ar putea dispărea. Acum formula lui Euler dă: {\displaystyle 60-90+32=2\,}. Însă acest poliedru nu mai este cel descris de simbolul Schläfli {5/2, 5}, prin urmare nu poate fi un poliedru Kepler–Poinsot, chiar dacă arată din exterior ca unul dintre ele.

### Caracteristica Euler χ
Un poliedru Kepler–Poinsot își acoperă sfera sa circumscrisă de mai multe ori, cu centrele fețelor ca puncte de înfășurare în jurul lor, iar vârfurile în celelalte. Din această cauză acestea nu sunt neapărat echivalente topologic cu sfera așa cum sunt poliedrele platonice și, în special, relația Euler
{\displaystyle \chi =V-M+F=2\,}
nu este întotdeauna aceasta. Schläfli a susținut că toate poliedrele trebuie să aibă χ = 2 și a respins micul dodecaedru stelat și marele dodecaedru ca poliedre adecvate. Această poziție nu a fost niciodată susținută pe scară largă.
O formă modificată a formulei Euler, folosind noțiunea de densitate (D) a figurilor vârfurilor ({\displaystyle d_{v}}) și fețelor ({\displaystyle d_{f}}) a fost dată de Arthur Cayley, și este valabilă atât pentru poliedrele convexe (unde factorii de corecție sunt toți 1), cât și pentru poliedrele Kepler–Poinsot:
{\displaystyle d_{v}V-M+d_{f}F=2D}.

### Dualitate și poligoanele Petrie
Poliedrele Kepler–Poinsot există în perechi duale. Dualele au același poligon Petrie sau, mai exact, poligoane Petrie cu aceeași proiecție ortogonală bidimensională.
Următoarele imagini prezintă cei doi compuși duali cu aceeași rază mediană. Ele arată, de asemenea, că poligoanele Petrie sunt poligoane necoplanare. Două relații descrise în articolul de mai jos pot fi văzute în imagini: că marginile violete sunt aceleași și că fețele verzi se află în aceleași planuri.
| Muchia orizontală în față        | Muchia verticală în față          | Poligon Petrie   |
| -------------------------------- | --------------------------------- | ---------------- |
| micul dodecaedru stelat {5/2, 5} | marele dodecaedru {5, 5/2}        | hexagon {6}      |
| marele icosaedru {3, 5/2}        | marele dodecaedru stelat {5/2, 3} | decagramă {10/3} |

### Rezumat
| Nume (Prescurtare Conway)            | Imagine | pavare sferică | Digrama stelării | Schläfli {p, q} și Coxeter | Fe- țe {p} | Mu- chii | Vâr- furi {q} | Figura vârfului, (config.) | Poligon Petrie | χ  | Den- si- tate | Si- me- trie | Dual                     |
| ------------------------------------ | ------- | -------------- | ---------------- | -------------------------- | ---------- | -------- | ------------- | -------------------------- | -------------- | -- | ------------- | ------------ | ------------------------ |
| marele dodecaedru (gD)               |         |                |                  | {5, 5/2} ·                 | 12 {5}     | 30       | 12 {5/2}      | (55)/2                     | {6}            | −6 | 3             | Ih           | micul dodecaedru stelat  |
| micul dodecaedru stelat (sD)         |         |                |                  | {5/2, 5} ·                 | 12 {5/2}   | 30       | 12 {5}        | (5/2)5                     | {6}            | −6 | 3             | Ih           | marele dodecaedru        |
| marele icosaedru (gI)                |         |                |                  | {3, 5/2} ·                 | 20 {3}     | 30       | 12 {5/2}      | (35)/2                     | {10/3}         | 2  | 7             | Ih           | marele dodecaedru stelat |
| marele dodecaedru stelat (sgD = gsD) |         |                |                  | {5/2, 3} ·                 | 12 {5/2}   | 30       | 20 {3}        | (5/2)3                     | {10/3}         | 2  | 7             | Ih           | marele icosaedru         |

## Relații între poliedrele regulate

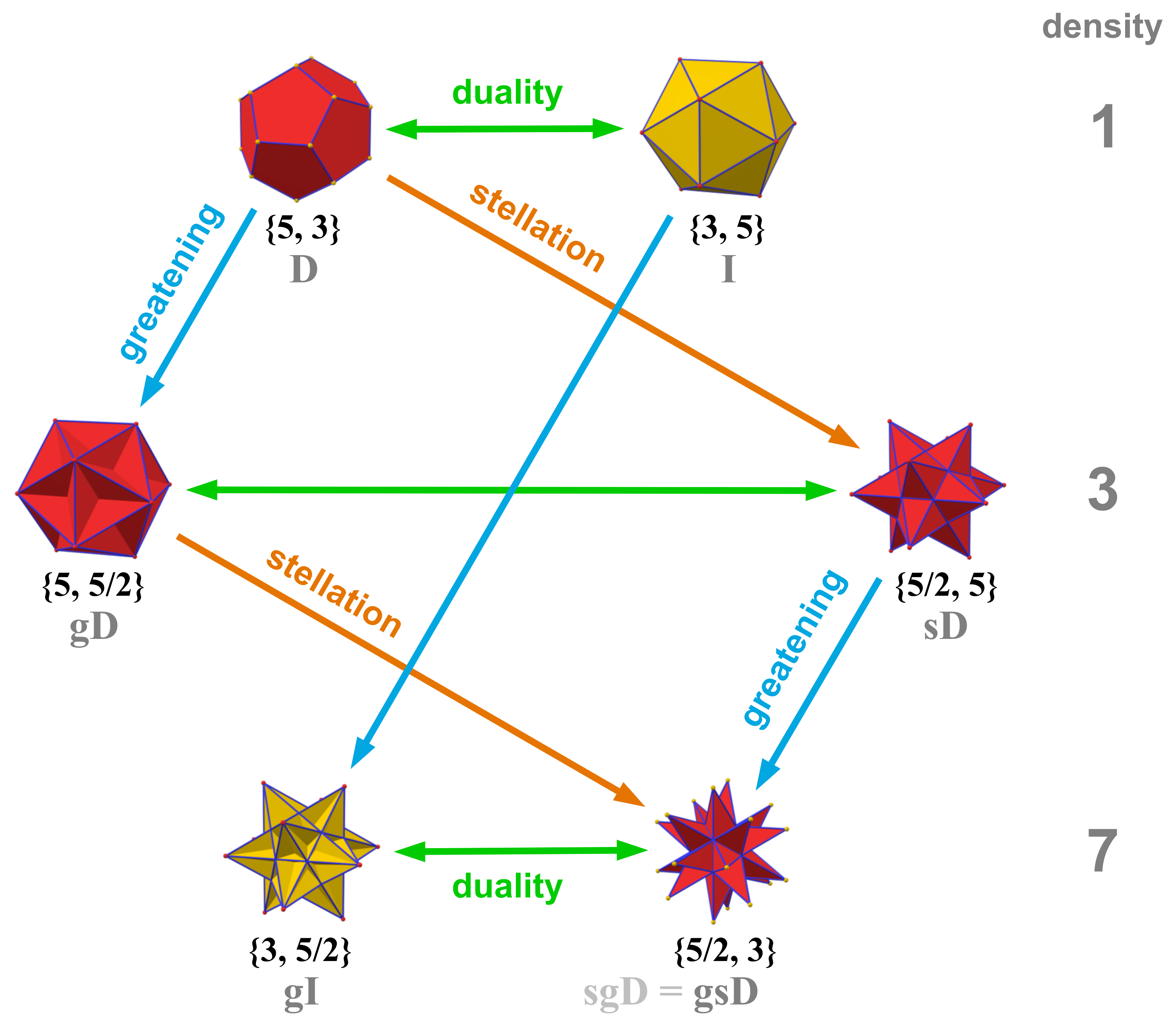
Sistemul de relații Conway între cele șase poliedre (ordonate vertical după densitate)

### Terminologia operațională Conway
John Conway definește poliedrele Kepler–Poinsot ca măriri și stelații ale poliedrelor convexe. În denumirile sale micul dodecaedru stelat este chiar dodecaedrul stelat.
| icosaedru (I)          | dodecaedru (D)                       |
| marele dodecaedru (gD) | dodecaedrul stelat (sD)              |
| marele icosaedru (gI)  | marele dodecaedru stelat (sgD = gsD) |

Stelația (engleză stellation) schimbă fețele pentagonale în pentagrame. (În acest sens, stelația este o operație unică și nu trebuie confundată cu cea mai generală, stelarea, descrisă mai jos.)
Mărirea (engleză greatening) menține tipul fețelor, deplasându-le și redimensionându-le în planuri paralele.
| DsD | gDsgD = gsD |

|  |  |  |

|  |  |  |

### Stelări și fațetări
Marele icosaedru este una dintre stelările icosaedrului. (v. The Fifty-Nine Icosahedra) Celelalte trei sunt toate stelările dodecaedrului.
Marele dodecaedru stelat este o fațetare a dodecaedrului.
Celelalte trei sunt fațetări ale icosaedrului.
| Stelări și fațetări | Stelări și fațetări        | Stelări și fațetări        | Stelări și fațetări        | Stelări și fațetări            | Stelări și fațetări            | Stelări și fațetări            |
| ------------------- | -------------------------- | -------------------------- | -------------------------- | ------------------------------ | ------------------------------ | ------------------------------ |
| Convexe             | icosaedru                  | icosaedru                  | icosaedru                  | dodecaedru                     | dodecaedru                     | dodecaedru                     |
| Stelări             | gI (cel cu fețele galbene) | gI (cel cu fețele galbene) | gI (cel cu fețele galbene) | gD                             | sD                             | gsD                            |
| Fațetări            | gI                         | gD                         | sD                         | gsD (cel cu vârfurile galbene) | gsD (cel cu vârfurile galbene) | gsD (cel cu vârfurile galbene) |

Dacă intersecțiile sunt tratate drept muchii și vârfuri noi, corpurile obținute nu vor fi poliedre regulate, dar pot fi considerate în continuare stelări.

### Vârfuri și muchii comune
Marele dodecaedru stelat are vârfurile în comun cu dodecaedrul. Celelalte trei poliedre Kepler–Poinsot au în comun pe ale lor cu icosaedrul. Scheletele poliedrelor care au în comun vârfurile sunt topologic echivalente.
| icosaedru                                                | marele dodecaedru                 | marele icosaedru                  | micul dodecaedru stelat           | dodecaedru                                                | marele dodecaedru stelat                                  |
| au în comun vârfurile și muchiile                        | au în comun vârfurile și muchiile | au în comun vârfurile și muchiile | au în comun vârfurile și muchiile | au în comun vârfurile, schelete ale unui graf dodecaedric | au în comun vârfurile, schelete ale unui graf dodecaedric |
| au în comun vârfurile, schelete ale unui graf icosaedric |                                   |                                   |                                   | au în comun vârfurile, schelete ale unui graf dodecaedric | au în comun vârfurile, schelete ale unui graf dodecaedric |

## Dodecaedrele stelate

### Anvelopă și nucleu
Micul și marele dodecaedru stelat pot fi considerate dodecaedre regulate, iar marele dodecaedru unul cu muchiile și fețele extinse până se intersectează.

Fețele pentagonale ale nucleelor acestora sunt părțile invizibile ale fețelor pentagramice ale poliedrului stelat.

La micul dodecaedru stelat anvelopa este de {\displaystyle \varphi } ori mai mare ca nucleul, iar pentru cel mare de {\displaystyle \varphi +1=\varphi ^{2}} ori mai mare. (v. secțiunea de aur)

(Sfera mediană este o măsură obișnuită pentru compararea dimensiunilor diferitelor poliedre.)
| Anvelopa și nucleul dodecaedrelor stelate | Anvelopa și nucleul dodecaedrelor stelate | Anvelopa și nucleul dodecaedrelor stelate | Anvelopa și nucleul dodecaedrelor stelate                              | Anvelopa și nucleul dodecaedrelor stelate                              |
| Anvelopă | Poliedru stelat                           | Nucleu                                    | {\displaystyle {\frac {\text{raza⃰ anvelopei}}{\text{raza nucleului}}}} | {\displaystyle {\frac {\text{raza nucleului}}{\text{raza anvelopei}}}} |
| --- | ----------------------------------------- | ----------------------------------------- | ---------------------------------------------------------------------- | ---------------------------------------------------------------------- |
| |                                           |                                           | {\displaystyle {\frac {{\sqrt {5}}+1}{2}}=1.61803...}                  | {\displaystyle {\frac {{\sqrt {5}}-1}{2}}=0.61803...}                  |
| |                                           |                                           | {\displaystyle {\frac {3+{\sqrt {5}}}{2}}=2.61803...}                  | {\displaystyle {\frac {3-{\sqrt {5}}}{2}}=0.38196...}                  |
| ⃰ Aceste raze se referă la razele sferelor mediane ale anvelopei, respectiv nucleului. Poliedrele platonice din aceste imagini au același rază a sferei mediane. Asta implică faptul că pentagramele au aceeași dimensiune și că nucleul are aceeași lungime a muchiei. |                                           |                                           |                                                                        |                                                                        |

### Augmentări
Tradițional, cele două poliedre stelate au fost definite ca „augmentări”, adică ca dodecaedru și icosaedru cu piramide adăugate pe fețele lor.
Kepler numește micul dodecaedru stelat drept „dodecaedru augmentat” (apoi poreclindu-l „arici”). În opinia sa, marea stelare este legată de icosaedru, iar cea mică de dodecaedru.
Aceste definiții informale continuă să fie folosite. De exemplu. MathWorld afirmă că cele două poliedre stelate pot fi construite adăugând piramide pe fețele poliedrelor platonice. Aceasta doar ajută la vizualizarea formei acestor poliedre și nu este de fapt o afirmație că intersecțiile muchiilor sunt vârfuri (ele sunt vârfuri false). Conform acestor definiții, aceste două poliedre stelate ar fi topologic echivalente cu dodecaedrul pentakis, respectiv icosaedrul triakis.
|  |  |  |
|  |  |  |

## Simetrie
Toate poliedrele Kepler–Poinsot au simetrie icosaedrică, la fel ca anvelopele lor convexe.
Marele icosaedru și marele dodecaedru stelat (dualul său) seamănă cu icosaedrul și dualul său prin faptul că au fețe și vârfuri care se reflectă față de axele de simetrie de 3 ori (galben) respectiv de 5 ori (roșu).

La marele dodecaedru și micul dodecaedru stelat (dualul său) toate fețele și vârfurile se reflectă față de axele de simetrie de 5 ori (deci nu există elemente galbene în aceste imagini).
Tabelul următor prezintă poliedrele în perechi duale. În rândul de sus sunt afișate cu simetrie piritoedrică, în rândul de jos cu simetrie icosaedrică (la care se referă culorile menționate).
Tabelul de mai jos prezintă proiecțiile ortogonale ale reflexiilor față de axele de simetrie de 5 ori (roșu), de 3 ori (galben) și de 2 ori (albastru).
| {3, 5} (I) și {5, 3} (D) | {5, 5/2} (gD) și {5/2, 5} (sD) | {3, 5/2} (gI) și {5/2, 3} (gsD) |
| ------------------------ | ------------------------------ | ------------------------------- |
| (animație)               | (animație)                     | (animație)                      |
| (animație)               | (animație)                     | (animație)                      |

| proiecții ortogonale | proiecții ortogonale | proiecții ortogonale |
| --- | -------------------- | -------------------- |
| Poliedrele platonice din aceste imagini au același rază a sferei mediane, deci toate proiecțiile care se repetă de 5 ori de mai jos sunt într-un decagon de aceeași dimensiune. (A se compara cu proiecțiile compușilor.) Asta implică faptul că sD, gsD și gI au muchiile de aceeași lungime, și anume, lungimea laturilor pentagramelor din decagonul înconjurător. |                      |                      |
| |                      |                      |
| |                      |                      |
| |                      |                      |

## Istoric
Majoritatea, dacă nu toate, dintre poliedrele Kepler–Poinsot erau cunoscute într-o formă sau alta înainte de Kepler. Un mic dodecaedru stelat apare într-un mozaic de marmură (panou încrustat) pe podeaua bazilicii Sfântul Marcu din Veneția. Datează din secolul al XV-lea și este uneori atribuit lui Paolo Uccello.
În Perspectiva corporum regularium (română Perspectiva corpurilor regulate), o carte de xilografii publicată în 1568, Wenzel Jamnitzer descrie marele dodecaedru stelat și marele dodecaedru, ambele prezentate mai jos. Există, de asemenea, o versiune trunchiată a micului dodecaedru stelat. Din aranjamentul general al cărții reiese clar că el considera doar cele cinci poliedre platonice ca fiind regulate.
Micul și marele dodecaedru stelat, numite uneori poliedre Kepler, au fost recunoscute pentru prima dată ca fiind regulate Johannes Kepler în jurul anului 1619. Le-a obținut prin stelarea dodecaedrului regulat convex, tratându-l pentru prima dată mai degrabă ca o suprafață decât un corp. Kepler a observat că extinzând marginile sau fețele dodecaedrului convex până când s-au întâlnit din nou, ar putea obține pentagoane stelate. Mai mult, a recunoscut că aceste pentagoane stelate sunt regulate. În acest fel a construit cele două dodecaedre stelate. Fiecare are regiunea convexă centrală a fiecărei fețe „ascunsă” în interior, cu doar brațele triunghiulare vizibile. Pasul final al lui Kepler a fost să recunoască faptul că aceste poliedre se potrivesc definiției regularității, chiar dacă nu erau convexe, așa cum erau poliedrele platonice.
În 1809, Louis Poinsot a redescoperit figurile lui Kepler, prin asamblarea pentagoanelor stelate în jurul fiecărui vârf. De asemenea, el a asamblat poligoane convexe în jurul vârfurilor poligoanelor stelate pentru a descoperi încă două poliedre stelate regulate, marele icosaedru și marele dodecaedru. Unii le numesc pe acestea două „poliedre Poinsot”. Poinsot nu știa dacă descoperise toate poliedrele stelate regulate.
Trei ani mai târziu, Augustin Cauchy a demonstrat că lista este completă prin stelarea poliedrelor platonice, iar aproape jumătate de secol după aceea, în 1858, Joseph Bertrand a oferit o demonstrație mai elegantă prin fațetarea acestora.
În anul următor Arthur Cayley a dat poliedrelor Kepler–Poinsot numele sub care sunt cunoscute astăzi.
O sută de ani mai târziu, John Conway a realizat o terminologie sistematică pentru stelări până în patru dimensiuni. În cadrul acestei scheme, micul dodecaedru stelat este doar „dodecaedru stelat”.
|                                                             | | |                                                         |                                                         |
| Mozaicul de pe podeaua bazilicii Sfântul Marcu din Veneția. | Marele dodecaedru și marele dodecaedru stelat în Perspectiva Corporum Regularium de Wenzel Jamnitzer (1568) | Marele dodecaedru și marele dodecaedru stelat în Perspectiva Corporum Regularium de Wenzel Jamnitzer (1568) | Dodecaedre stelate în Harmonices Mundi de Kepler (1619) | Model de carton la Universitatea din Tübingen (c. 1860) |